# Прибутковий будинок Г. Х. Бахчисарайцева

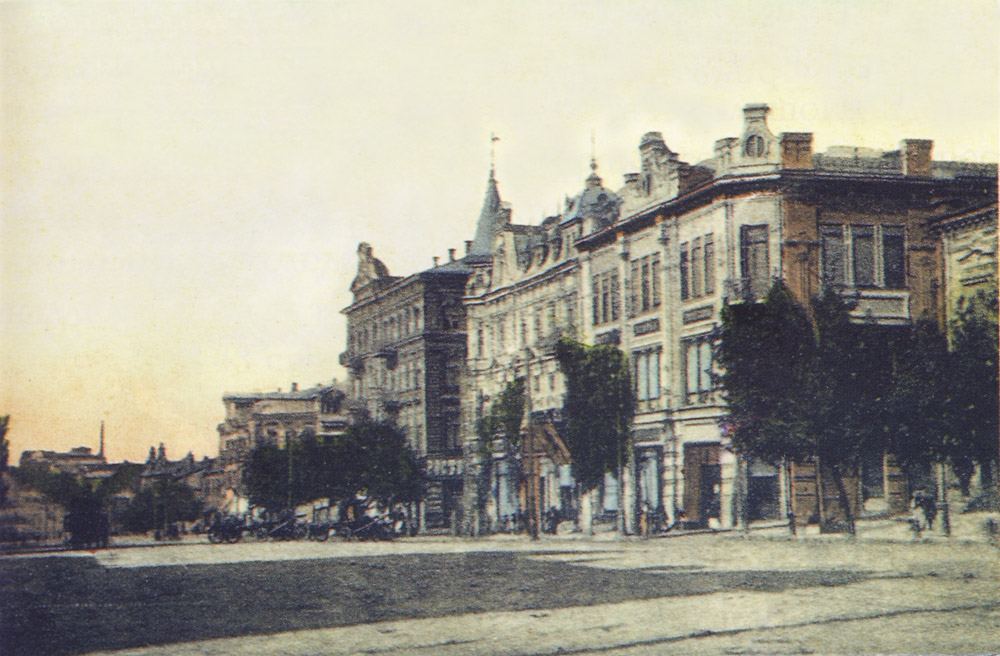
Прибутковий будинок Г. Х. Бахчисарайцева

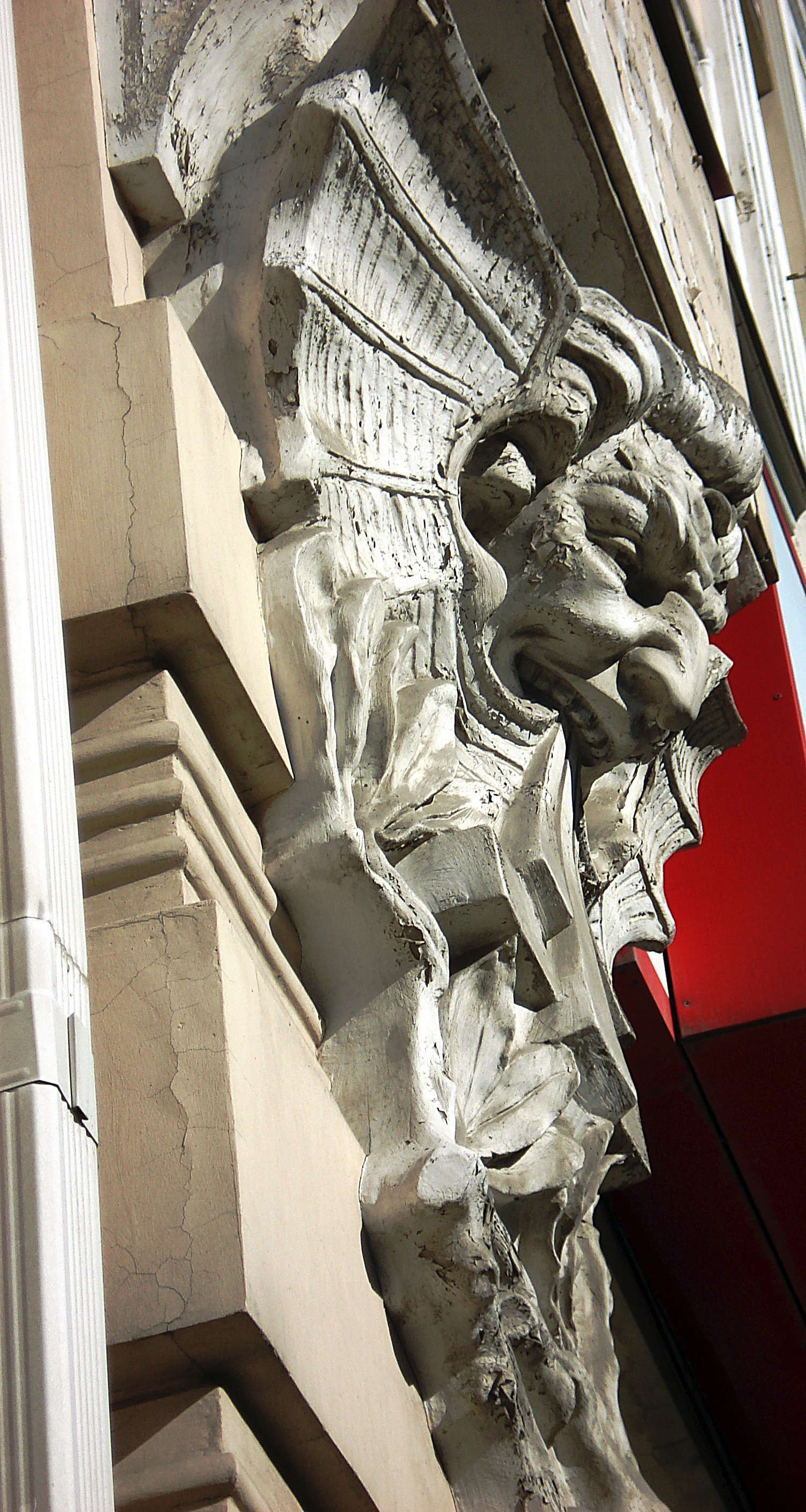
Фасад будівлі прикрашають голови химер

Прибутковий будинок Г. Х. Бахчисарайцева (рос. Доходный дом Г. Х. Бахчисарайцева) — будівля в Ростові-на-Дону, розташоване на перетині вулиць: Соціалістичної і проспекту Будьонівський (пр. Будьонівський, 26/57). Будівлю було побудовано на початку XX століття і належало Григорію Христофоровичу Бахчисарайцеву , гласному ростовської міської думи і почесного мирового судді ростовського судово-мирового округу, який був відомим у місті любителем-садівником. (Справжнє ім'я Крикор Христофорович Бахчисарайців, вказаний як власник будинку в оціночних документах і в переліку об'єктів культурної спадщини регіонального значення р. Ростова-на-Дону). У 1910 році Г. Х. Бахчисарайців очолив раду з організації першого Свята деревонасадження.
В даний час будинок внесено до реєстру пам'яток архітектури.

## Історія
Будівля була побудована в стилі модерн на початку XX століття. Характерною рисою дохідних будинків кінця XIX початку XX століття є розташування торгових приміщень на першому поверсі будівлі. Перший поверх будинку орендувало торгово-промислове товариство «Ланка», яке займалося продажем автомобілів «Лорелей» акціонерного товариства «Рудольф Лей».
У 1920-ті роки будівлю було націоналізовано — верхні поверхи були відведені під житлові приміщення, а в підвал помістили студентську їдальню, перший поверх продовжив функціонувати як торговий.

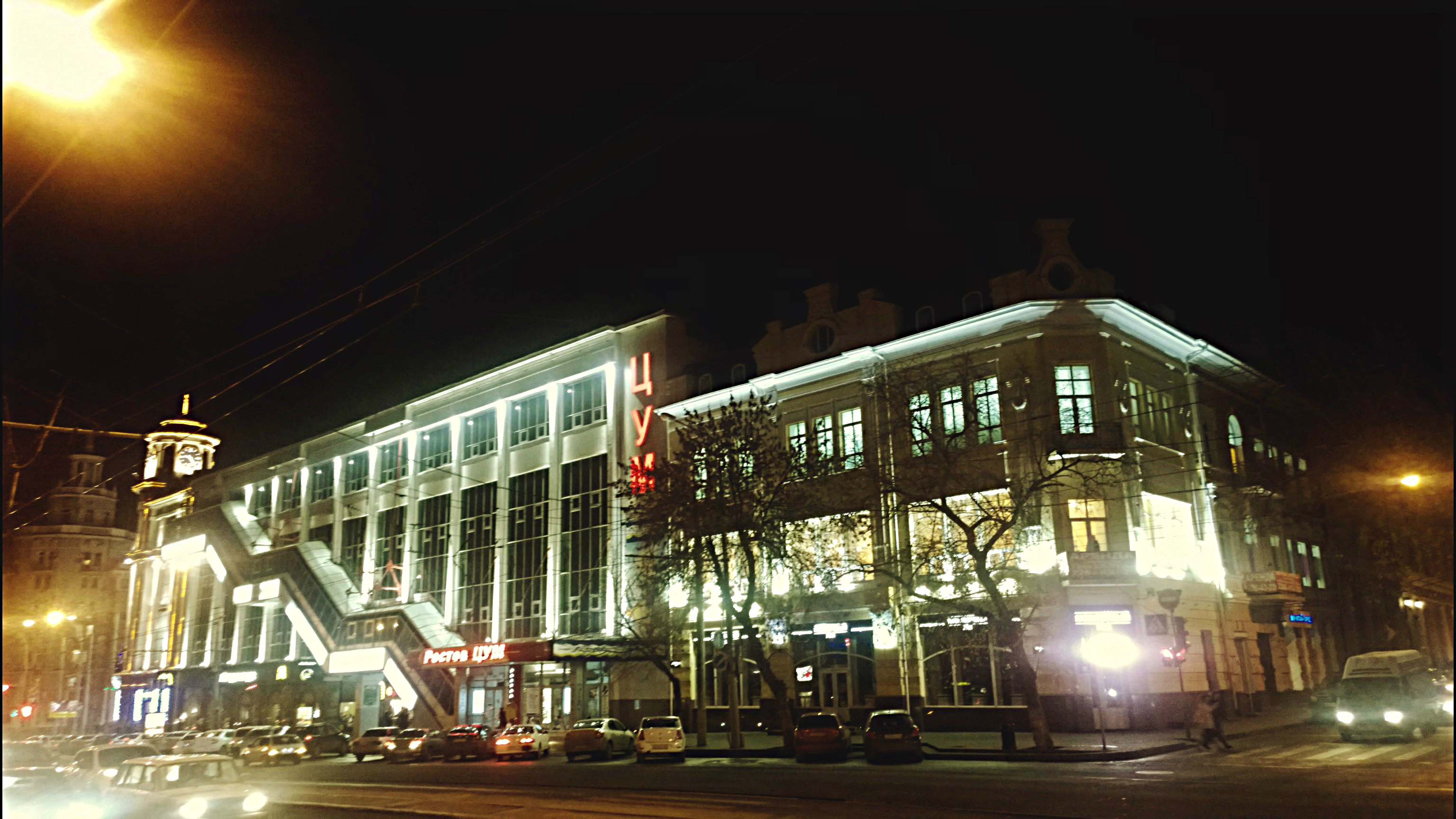
Вечірній Ростов, вид на прибутковий будинок Григорія Бахчисарайцева і торговий дім Григорія Пустовойтова

Під час Німецько-радянської війни прибутковий будинок Бахчисарайцева сильно постраждав, а сусідні з ним будівлі були практично повністю зруйновані і не підлягали відновленню (будинок Г. Пустовойтова і К. Чернова).
Реставрація Прибуткового будинку була проведена в 2005 році. Сьогодні в приміщенні розташований магазин хутряних виробів, кафе і книжковий супермаркет.